# Station Luc-en-Diois
Station Luc-en-Diois is een spoorwegstation in de Franse gemeente Luc-en-Diois. Het station ligt op kilometerpunt 73,609 van de spoorlijn Livron – Aspres-sur-Buëch, op een hoogte van 581 meter.

## Treindienst
Het station wordt hoofdzakelijk bediend door TER treinen, met een vrij beperkte dienstregelig. Op doordeweekse dagen rijden er 8 treinen van TER; 4 in beide richtingen. Op zaterdag zijn dit er 7, waarvan 4 richting Die en 3 richting Veynes. 's Zondags wordt het station 5  keer door TER bediend, met 2 treinen in de richting van Die en 3 naar Veynes.
Daarnaast rijdt er iedere dag per richting 1 nachttrein van SNCF.
Het volgende station en tevens eindpunt van de spoorlijn is Aspres-sur-Buëch. Treinen op deze route stoppen hier niet, maar rijden verder over spoorlijn 905.000 (Lyon-Perrache - Marseille), waar bij het station op wordt aangetakt. Vanaf Veynes-Dévoluy, waar wel weer gestopt wordt, gaan treinen verder over lijn 915.000 (Veynes-Dévoluy - Briançon).
| Richting                | Vorige stop | Trein | Trein                           | Trein | Volgende stop    | Richting |
| ----------------------- | ----------- | ----- | ------------------------------- | ----- | ---------------- | -------- |
| Parijs- Austerlitz      | Die         |       | Intercités de nuit (Nachttrein) |       | Veynes - Dévoluy | Briançon |
| Romans - Bourg-de-Péage | Die         |       | TER Auvergne-Rhône-Alpes        |       | Veynes - Dévoluy | Briançon |